# Kemari

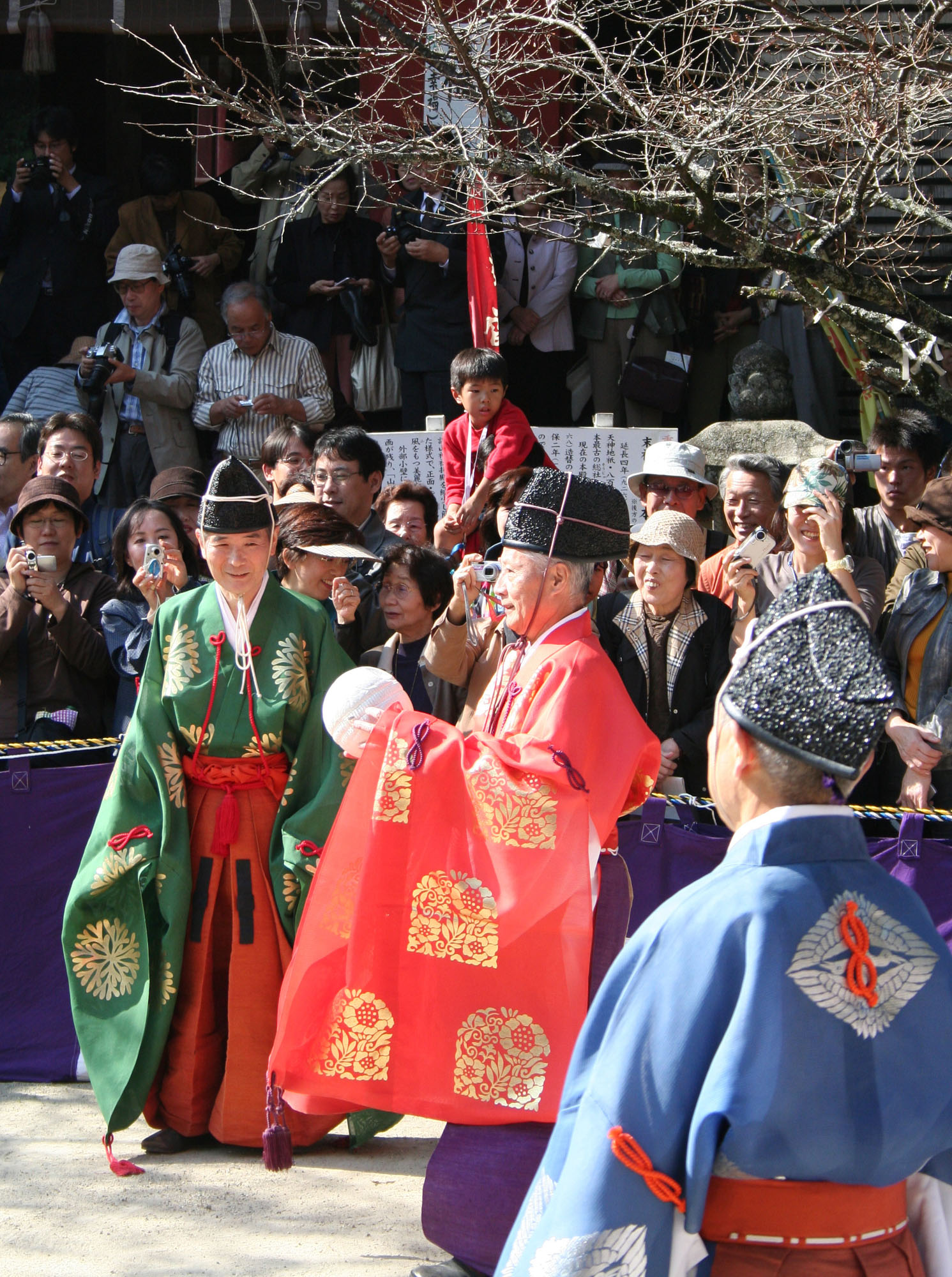
Una partita a Kemari presso il Tanzan-jinja

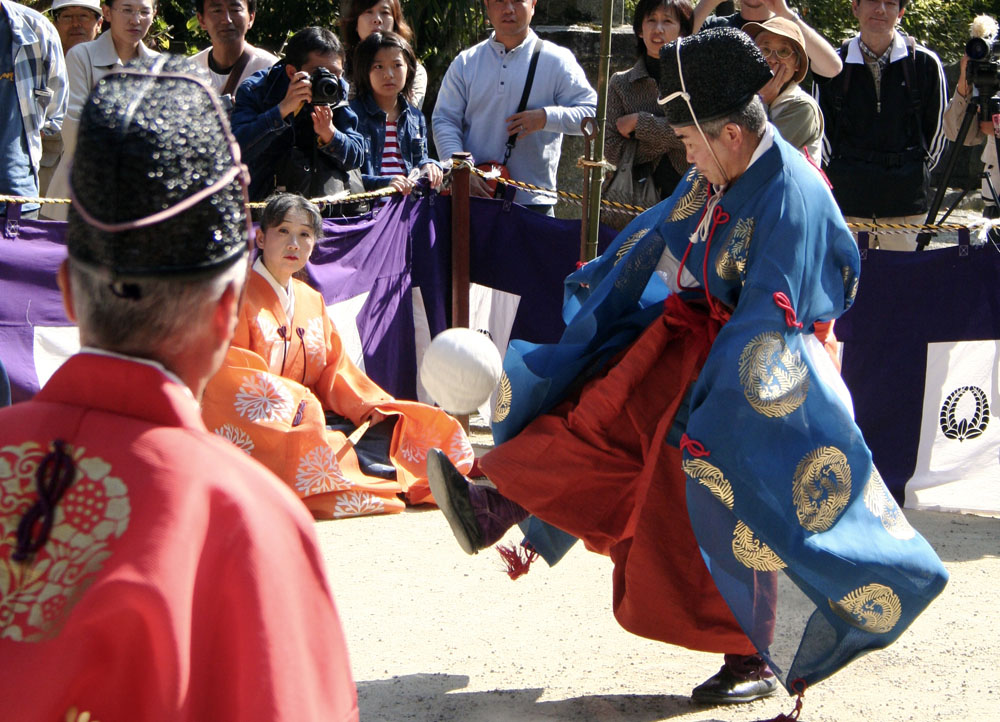
Una partita a Kemari presso il Tanzan-jinja

Il Kemari (蹴鞠?) è un gioco con il pallone, molto popolare in Giappone durante il periodo Heian.

## Storia
Le prime notizie riguardanti il Kemari risalgono al 664, durante il periodo Asuka ma le sue regole vennero standardizzate nel XIII secolo e questo ne fa il primo sport giapponese ad essere sviluppato. Il gioco venne influenzato dallo sport cinese del Cuju. Il Kemari è ancora praticato nei santuari shintoisti durante le festività.

## Descrizione
Il Kemari è uno sport molto fisico, che coinvolge tutto il corpo, non competitivo poiché i giocatori cooperano tra loro. L'obiettivo del Kemari è mantenere un pallone in aria, senza che tocchi il suolo, e per fare ciò i giocatori possono usare la loro testa, piedi, ginocchia, schiena e gomiti ma non le mani.
La palla, chiamata Mari, è fatta di pelle di cervo, con il pelo rivolto all'interno. Per rendere sferica la pelle, essa viene riempita di chicchi di orzo che vengono tolti una volta ottenuta la forma desiderata ed è ricucita con pelle di cavallo.
Colui che calcia il pallone si chiama mariashi. Un buon mariashi rende facile per il ricevitore controllare il pallone,   che viene servito con un tocco morbido per rendere più facile mantenere la sfera in aria.
Questo sport è giocato su un terreno pianeggiante, di circa 6-7 metri quadrati, chiamato kakari. Le uniformi dei giocatori ricordano i vestiti tradizionali dell'era Asuka, noti come kariginu ed includono un cappello di piume di corvo.
Il kami protettore del kemari è Seidaimyōjin, una divinità dall'aspetto scimmiesco. Questo legame con la scimmia influenza alcune dinamiche del gioco del kemari: le sfide devono essere effettuate nel giorno della scimmia e devono iniziare intorno alle quattro del pomeriggio, dato che per il calendario basato sul ciclo sessagesimale cinese il periodo tra le tre e le cinque pomeridiane era il periodo della scimmia.